# Brooke Crain
Brooke Leeann Crain , née le 29 avril 1993 à Visalia, est une coureuse cycliste américaine. Spécialisée en BMX, elle a notamment été médaillé d'argent du championnat du monde junior en 2010 et médaillé de bronze l'année suivante. Elle a représenté les États-Unis aux  Jeux olympiques de 2012 et 2016, prenant respectivement les huitième et quatrième places.
Elle fait son coming out en septembre 2018.

## Résultats dans les principales compétitions
|                       |                      | 2009 | 2010    | 2011    | 2012 | 2013 | 2014 | 2015 | 2016 | 2017 | 2018 | 2019 | 2020 |
| Jeux olympiques       | Jeux olympiques      |      |         |         | 8e   |      |      |      | 4e   |      |      |      |      |
| Championnats du monde | BMX                  |      | 2e (jr) | 3e (jr) | 24e  | 16e  | 7e   | 4e   |      |      | 8e   |      |      |
| Championnats du monde | BMX contre-la-montre |      |         | 2e (jr) |      |      |      |      |      |      |      |      |      |
| Coupe du monde        | Coupe du monde       | 13e  | 10e     | 6e      | 6e   | 9e   | 5e   | 8e   | 2e   | 58e  | 58e  | 40e  | 21e  |